# Liste des mornes de l'île Saint-Martin
Liste des mornes de l’île de Saint-Martin, aux Antilles.
- Le mot « morne » signifie « colline, mont ». Étymologiquement ce terme est issu du créole des Antilles françaises et pourrait provenir de l'espagnol « morro », qui désigne un monticule ou une élévation rocheuse[1].

## Liste des sommets par hauteurs décroissantes[2]
- Altitudes collectées sur la « Carte de Randonnée au 1:25.000, St.Martin & St.Barthélemy n°4606GT ». éd. 2002, IGN Paris, TOP 25, Série Bleue, « Commander online »
- Les hauteurs sont seulement indicatives, car différentes selon les cartes, ceci même au sein de l'IGN.

### Enzone française
1. Pic Paradis : 415 m. (Au sommet : Antennes)
2. Mont Careta : 397 m.
3. Montagne France : 386 m.
4. Mont France-Telecom : 372 m. (nom non vernaculaire) (1 Grande Antenne).
5. Mont O'Reilly (G.C) : 368 m.
6. Hope Hill : 292 m. (Grignoté par la carrière depuis 1980)
7. Mont Diamant (M) : 274 m.
8. Mont Red Rock (C.S) : 263 m.
9. First Stick Hill (G.C) : 218 m.
10. Mont Bœuf (Q.O) : 215 m.
11. Pigeon Pea Hill (G.C) : 205 m.
12. Mont Petit Fond : 200 m.
13. Bell Hill (G.C) : 199 m.
14. Pea Tree Hill (G.C) : 188 m. (Antennes)
15. Mont de Marigot (M): 176 m.
16. Morne des Deux Frères (Q.O) : 135 m.
17. Mornes Rouges (T.B.) : 80 m. (Au sommets : Résidences)
18. Morne du Fort Louis (M) : 65 m. (Ruines du fort de Marigot).
19. Mont Saline (Q.O) : 62 m. (nom cartographique, non vernaculaire).
20. Mont Fortune : 53 m. (Dyke basaltique)

### Sommets sur la frontière entre les deux parties
1. Mont Flagstaff : 387 m. (un de ses flancs descend dans vallée de Dutch Cul-de-Sac, 1 autre flanc descend sur Lower Prince's quarter)
2. Marigot Hill : 315 m. (un de ses flancs descend dans vallée du Cul-de-Sac néerlandais)
3. Mont Reward  : 312 m. (un de ses flancs descend dans vallée du Cul-de-Sac néerlandais)
4. Mont des Accords : 287 m. (un de ses flancs descend dans vallée du Cul-de-Sac néerlandais)

### Enzone néerlandaise
1. Sentry Hill  : 341 m.
2. Sint Peter Hill  : 300 m (au sommet : antennes).
3. Naked Boy Hill   : 296 m (grande antenne).
4. Williams Hill  : 264 m.
5. Fort Hill  : 215 m (au sommet : ruines du fort anglais "Williams" du XVIIIe).
6. Ravine Rogue Hill  (Belvédère) : 211 m (envol de parapentes).
7. Cole Bay Hill  : 205 m.
8. Prison Hill (nom non vernaculaire)  : 197 m (prison de Pointe-Blanche).
9. Geneve Bay Hill  : 180 m (au sommet : 1 maison).
10. Cay Bay Hill  : 163 m.
11. Billy Foly Hill  : 119 m (au sommet : réservoir d'eau).
12. Pointe Blanche Hill  : 115 m (au sommet : résidences).

## Géomorphologie
- Le relief de l'île Saint-Martin est aussi tourmenté que celui de l'île voisine Saint-Barthélemy, mais plus élevé.
- Géomorphologiquement la plupart des reliefs de Saint-Martin sont issus des intrusions consécutives à une poussée volcanique à travers le "banc d'Anguilla". C'est ce qui a créé l'ossature centrale en forme d'un grand "X" sur lequel sont alignés la plupart des mornes les plus élevés qui ainsi forment de vraies lignes de crêtes[3]. Si leurs altitudes sont modestes, les pentes sont raides ce qui donne un réel aspect de chaîne de montagne avec de nombreuses vallées.
- Selon leur exposition aux vents et aux pluies, les écosystèmes naturels de leurs pentes ont créé un gradient de variations mais, depuis le début de la colonisation, les activités anthropiques les ont dégradés.

## Géologie
- Le sol des mornes de l'île (aux sommets ou sur les pentes) sont jonchés de boulders[4] et de restes de platiers coralliens. Ces sols sont recouverts d'une fine couche d'humus.
- Le sous-sol est principalement composé de tufs volcano-sédimentaires et de roches métamorphiques à structure grenue (diorite, péridotite, gabbro, andésite, etc). 
Par endroits émergent des dykes de basalte pourpre (Mont Fortune, morne du Fort Louis, ...).

## Les problèmes environnementaux
- Déforestations (Déboisements) ce qui entraîne la pertes de biotopes naturels, une érosion accélérée des sols et une grand diminution de la rétention des eaux de pluie.
- Urbanisation (bétonisation) excessive, au détriment des zones naturelles.
- Extensions des carrières d'extraction de granulats.